# Felix Hormuth
Felix Hormuth, né en 1975, est un astronome allemand.
Le Centre des planètes mineures le crédite de la découverte de quatre-vingt-cinq astéroïdes numérotés entre 2003 et 2013.
L'astéroïde (10660) Felixhormuth lui est dédié.
| (189202) Calar Alto      | 17 septembre 2003 |
| (196640) Mulhacén        | 17 septembre 2003 |
| (202736) Julietclare     | 18 mai 2007       |
| (209083) Rioja           | 17 septembre 2003 |
| (210432) Dietmarhopp     | 8 décembre 2008   |
| (210433) Ullithiele      | 21 décembre 2008  |
| (210444) Frithjof        | 16 janvier 2009   |
| (212991) Garcíalorca     | 23 février 2009   |
| (215044) Joãoalves       | 20 février 2009   |
| (239672) SOFIA           | 21 décembre 2008  |
| (241475) Martinagedeck   | 25 janvier 2009   |
| (241509) Sessler         | 22 février 2009   |
| (246759) Elviracheca     | 11 février 2009   |
| (257234) Güntherkurtze   | 26 février 2009   |
| (281764) Schwetzingen    | 24 février 2009   |
| (293934) MPIA            | 8 octobre 2007    |
| (305660) Romyhaag        | 29 janvier 2009   |
| (305661) Joejackson      | 29 janvier 2009   |
| (342843) Davidbowie      | 21 décembre 2008  |
| (359103) Ottopiene       | 16 janvier 2009   |
| (365130) Birnfeld        | 23 février 2009   |
| (365131) Hassberge       | 23 février 2009   |
| (365159) Garching        | 26 février 2009   |
| (429031) Hannavonhoerner | 11 février 2009   |
| (429032) Sebvonhoerner   | 12 février 2009   |
| (429033) Günterwendt     | 13 février 2009   |
| (431397) Carolinregina   | 14 avril 2007     |
| (435950) Bad Königshofen | 21 février 2009   |
| (456731) Uligrözinger    | 8 octobre 2007    |
| (555227) Claraisabella   | 4 septembre 2013  |